# Tasmania (isola)
La Tasmania è un'isola dell'Australia; insieme ad altre isole minori, costituisce lo Stato di Tasmania. Si trova a sud-est del continente, da cui la separa lo Stretto di Bass. Prende il nome da Abel Tasman, che la scoprì nel 1642; Tasman l'aveva battezzata invece Terra di Van Diemen (nome che rimase in uso fino al 1856).
L'isola ha una superficie di 64.410 km², ed è pertanto la 26-esima isola del pianeta.

## Geografia
Ha una forma grosso modo triangolare, con coste frastagliate. L'interno è costituito da un vasto altopiano (con altitudini comprese fra 1.200 m e 1.500 m) che verso sud-est digrada con una serie di gradini scoscesi. Fra i principali fiumi, si possono citare il Derwent e il Tamar; i laghi sono numerosissimi. Il monte principale è il Ben Lomond (1.573 m). Il clima è temperato e gran parte del territorio è coperto da foreste.
- Fiumi
  - Fiume Arthus
  - Fiume Derwent
- Laghi
  - Lago Gordon
  - Great Lake
  - Lago Pedder
- Mari
  - Mare di Tasman
  - Oceano Indiano
- Montagne
  - Legges Tor (1.573 m)
  - Ossa (1.617 m)

## Economia
Circa 2/5 del territorio complessivo sono coltivati; i principali prodotti agricoli sono cereali, patate e frutta. Grande importanza economica riveste anche l'allevamento.
Le risorse minerarie includono giacimenti di zinco, rame e piombo. Le industrie più sviluppate sono l'alimentare e la cementifera, la produzione di carta e la lavorazione del legno.
Il paesaggio naturale ancora in gran parte incontaminato e il buon clima favoriscono un significativo movimento turistico.

## Città
- - Hobart – capitale dello Stato della Tasmania.
  - Beaconsfield
  - Burnie
  - Conara Junction
  - Deloraine
  - Devonport
  - Goerge Town
  - Huonville
  - Launceston
  - Marrawah
  - Maydena
  - New Norfolk
  - Port Arthur
  - Queenstown
  - Rosebery
  - Ross
  - Saint Helens
  - Saint Marys
  - Savage River
  - Scottsdale
  - Smithton
  - Stanley
  - Strathgordon
  - Swansea
  - Tarraleah
  - Ulverstone
  - Zeehan